# 미평동 (여수시)
미평동(美坪洞)은 대한민국 전라남도 여수시의 중심에 위치한 동이다.

## 개요
미평동은 양지, 소정, 평지, 신죽, 죽림의 5개의 자연부락으로 이루어졌는데 양지는 마을구조가 남향으로 바라보고 있으며 일조 시간이 길어 햇볕이 잘드는 곳이며 마을 앞길을 진터거리라하고 중산일대를 빛골이라 하였다. 그리고 작은 정자가 있다고 해서 소정이라 하며 미평 동네에서 가장 평평한 곳이라 평지로 그리고 옛날엔 큰 동네로 대동마을이었는데 대밭에 큰대는 없고 새로운 대가 무성하여 신죽이라 하고 있다. 미평동은 호암산 밑이 되므로 밑들 또는 미평이라 하였는데 1914년 일제의 행정개편으로 태성리, 죽림리, 평지, 양지리, 신죽리 일부를 합하여 미평리라 하였다.

## 법정동
- 미평동

### 교통
- 여수공항 (15km)
- 여수엑스포역 (7km)

## 교육
- 여수양지초등학교 (양지1길 21)
- 여수미평초등학교 (좌수영로 390)
- 진남여자중학교 (미평10길 5)
- 여수충무고등학교 (미평7길 16)
- 전남대학교 여수캠퍼스 (대학로 50)

## 기관
- 미평동주민센터 (미평3길 42)
- 미평동성당 (미평5길 5)
- 여수미평동우체국 (미평로 67)
- 한전 여수지사 (좌수영로 416)
- 여수시장애인종합복지관 (만성로 173)

## 금융기관
- 여수서부새마을금고 미덕지점 (미평로 37)
- 여수농협 양지지점 (만성로 78)
- 여수시산림조합 본점 (만성로 80-1)
- 여수중앙신협 미평지점 (대학로 18)

## 의료기관
- 여수중앙병원 (둔덕2길 6-3)
- 청암요양병원 (둔덕2길 6-5)

## 공원
- 미평공원
- 고인돌공원

## 주거
- 선경1단지아파트 (대학로 46)
- 선경3단지아파트 (양지1길 5)
- 선경2단지아파트 (양지6길 2)
- 미평주공아파트 (미평로 77)

## 도로명주소 목록
- 대학로
- 둔덕2길
- 둔덕3길
- 만성로
- 문수북1길
- 미평1길
- 미평2길
- 미평3길
- 미평4길
- 미평5길
- 미평6길
- 미평7길
- 미평8길
- 미평9길
- 미평10길
- 미평11길
- 미평남1길
- 미평남2길
- 미평남3길
- 미평남4길
- 미평남5길
- 미평로
- 소정길
- 양지1길
- 양지2길
- 양지3길
- 양지4길
- 양지5길
- 양지6길
- 좌수영로